# Назаркін В'ячеслав Миколайович
Наза́ркін В'ячесла́в Микола́йович (рос. Назаркин Вячеслав Николаевич; нар.2 листопада 1964, Борисов) — український військовик, генерал-лейтенант, перший заступник командувача Сухопутних військ Збройних Сил України.
Заступник керівника АТО, т.в.о. начальника управління спецоперацій Генштабу Збройних сил України. Командувач ОК «Північ».

## Життєпис
Закінчив Далекосхідне загальновійськове командне училище. У збройних силах з 5 серпня 1985 року. Служив у складі контингенту радянських військ НДР, згодом перебував на посаді командира роти КДБ СРСР Сибірського військового округу.
У 1998 р. закінчив Київську військову академію. 1998—1999 — командир 17-го полку НГУ. Після її розформування в 2000—2005 рр. очолював механізовану бригаду створену на базі залишків 6-ї дивізії НГУ.
У 2006—2007 рр. навчався в Академії Генерального штабу України. Від 2007 р. — заступник командувача 8-го АК.
Від 5 грудня 2013 року т.в.о. начальника управління спецоперацій Генштабу Збройних сил України. Безпосередньо контролював окремі операції. Зокрема, зі слів Миколи Капіноса, перебував у складі з'єднання ЗСУ під час боїв за Савур-Могилу.
24 вересня 2014 р. генерал-майора В'ячеслава Назаркіна звільнено з посади начальника Управління сил спеціальних операцій Генерального Штабу ЗСУ.
Від 5 лютого 2015 р. призначений на посаду першого заступника командувача військ оперативного командування «Захід».
14 жовтня 2017 р. йому присвоєно військове звання генерал-лейтенанта.

## Кримінальне провадження
Після публікації статті Анни Бабінець «Чорний список армії-2. Спецгенерал» у вересні 2014 р. військовою прокуратурою розпочато кримінальне провадження відносно В'ячеслава Назаркіна за частиною 3 статті 425 Кримінального Кодексу України: «Недбале ставлення до військової служби, яке заподіяло істотну шкоду».

## Критика
Агенція журналістських розслідувань «Слідство. Інфо» присвятила Назаркіну свій сюжет «Чорний список армії-2. Спецгенерал», який вийшов в ефір на Громадському телебаченні 27 серпня 2014 року. Серед тез даного розслідування можна виділити такі:
- «на своїй сторінці в „Одноклассниках“ пан Назаркін активно лайкає Антимайданівські публікації»
- «67% колективу відкрито не довіряють начальнику, а 75 % не вважають його професіоналом своєї справи.»
- «практично кожна спецоперація за участі Назаркіна закінчується катастрофою і смертями спецпризначенців.»

Журналістка Анна Бабінець зазначила:
|  | В'ячеслав Назаркін — заступник керівника АТО. Його рідний брат — російський військовий. Кажуть, Сергій Назаркін зараз служить на стороні ДНР і брати активно спілкуються. Коли я спитала самого Назаркіна, чи є у нього брат — російський військовий, він відповів: «Не знаю… А пока вы мне мешаете работать, потому что я занимаюсь, МЛЯ, справой, которая, МЛЯ, необхидна для того, чтоб защищать державу. До побачення». |

## Нагороди
- Орден Богдана Хмельницького ІІІ ст. (05.12.2017)[9]
- Орден Данила Галицького
- Медаль «Захиснику Вітчизни»
- Медаль «10 років Збройним Силам України»
- Медаль «15 років Збройним Силам України»
- Медаль Жукова
- Медаль «70 років Збройних Сил СРСР»